# Altadena
Altadena é uma região censo-designada localizada no estado americano da Califórnia, no Condado de Los Angeles.

## Geografia
De acordo com o United States Census Bureau tem uma área de 22,5 km², dos quais 22,5 km² cobertos por terra e 0,0 km² cobertos por água.

### Localidades na vizinhança
O diagrama seguinte representa as localidades num raio de 16 km ao redor de Altadena.

## Demografia
Segundo o censo americano de 2000, a sua população era de 42.610 habitantes.

## Lista de marcos
A relação a seguir lista as entradas do Registro Nacional de Lugares Históricos em Altadena.
- Andrew McNally House
- Christmas Tree Lane
- Crank House
- Gen. Charles S. Farnsworth County Park
- Keyes Bungalow
- Mount Lowe Railway
- Pacific Electric Railway Company Substation No. 8
- Scripps Hall
- Villa Carlotta
- Walter D. Valentine Cottage B
- Woodbury-Story House
- Zane Grey Estate